# Gradec Pokupski
Gradec Pokupski je naseljeno mjesto u Republici Hrvatskoj u Zagrebačkoj županiji. 

## Zemljopis
Administrativno je u sastavu općine Pisarovina. Naselje se proteže na površini od 3,66 km².
Mjesto Gradec Pokupski smješteno je na južnom dijelu općine Pisarovina. Najveće zemljopisno bogatstvo naselja je rijeka Kupa, koja ujedno čini i južnu granicu općine.

## Kultura
U Gradecu Pokupskom nalazi se kapela sv. Leonarda. Izgrađena je 1938. godine na mjestu stare kapele. Sačuvan je glavni oltar pučkog historicističkog stila. Mise u kapeli se u pravilu održavaju mjesečno jednom. Njih predvodi svećenik iz matične župe Sv. Antuna Padovanskog u Lasinji.

## Stanovništvo
Prema popisu stanovništva iz 2001. godine u naselju Gradec Pokupski živi 119 stanovnika i to u 38 kućanstava. Gustoća naseljenosti iznosi 32,51 st./km².
| broj stanovnika | 177   | 206   | 201   | 231   | 214   | 198   | 198   | 212   | 191   | 192   | 171   | 159   | 148   | 141   | 119   | 111   | 106   |
|                 | 1857. | 1869. | 1880. | 1890. | 1900. | 1910. | 1921. | 1931. | 1948. | 1953. | 1961. | 1971. | 1981. | 1991. | 2001. | 2011. | 2021. |

## Poznate osobe
- Jerry Grcevich, glazbenik